# Południowy Reykjavík
Południowy Reykjavík (isl. Reykjavíkurkjördæmi suður) – jest jednym z sześciu okręgów wyborczych Islandii.  Posiada 11 mandatów w Althing, z czego dwa wyrównawcze. Okręg wyborczy został utworzony w 2000 r. w oparciu o nową strukturę okręgów wyborczych poprzez podzielenie okręgu wyborczego Reykjavík. Pierwsze wybory odbyły się w nowej strukturze okręgów wyborczych w wyborach parlamentarnych w 2003 roku.

## System wyborczy
W okręgu Południowy Reykjavík wybiera się obecnie dziewięciu spośród 63 członków parlamentu Islandii przy użyciu systemu wyborczego proporcjonalnej reprezentacji z otwartymi listami partyjnymi. Mandaty okręgowe są rozdzielane metodą D’Hondta. Mandaty kompensacyjne (wyrównawcze) są obliczane na podstawie głosów oddanych w skali kraju i są rozdzielane metodą D’Hondta na poziomie okręgów wyborczych. Tylko partie, które osiągną 5% próg wyborczy w skali kraju, konkurują o mandaty kompensacyjne.

## Statystyki wyborcze
| Wybory                                                                           | Liczba wyborców na liście | Zmiana      | Oddane głosy | Frekwencja wyborcza | Głosowanie uzupełniające | Głosowanie uzupełniające | Mandaty | Wyborcy na mandat parlamentarny | Waga[1] |
| Wybory                                                                           | Liczba wyborców na liście | Zmiana      | Oddane głosy | Frekwencja wyborcza | Ilość głosów             | Udział procentowy        | Mandaty | Wyborcy na mandat parlamentarny | Waga[1] |
| -------------------------------------------------------------------------------- | ------------------------- | ----------- | ------------ | ------------------- | ------------------------ | ------------------------ | ------- | ------------------------------- | ------- |
| 2003                                                                             | 42 761                    | nie dotyczy | 37 327       | 87,3%               | 3 812                    | 10,2%                    | 11      | 3 887                           | 86%     |
| 2007                                                                             | 43 391                    | 630         | 35 846       | 81,4%               | 4 609                    | 12,9%                    | 11      | 3 945                           | 89%     |
| 2009                                                                             | 43 747                    | 356         | 36 926       | 84,4%               | 4 607                    | 12,5%                    | 11      | 3 977                           | 91%     |
| 2013                                                                             | 45 187                    | 1 430       | 36 228       | 80,2%               | 5 877                    | 16,2%                    | 11      | 4 108                           | 92%     |
| 2016                                                                             | 45 770                    | 583         | 35 787       | 78,2%               | 5 537                    | 15,5%                    | 11      | 4 161                           | 94%     |
| 2017                                                                             | 45 584                    | 186         | 36 598       | 80,3%               | 6 065                    | 16,6%                    | 11      | 4 144                           | 95%     |
| 2021                                                                             | 45 725                    | 141         | 36 201       | 79,2%               | 8 683                    | 24,0%                    | 11      | 4 157                           | 98%     |
| 2024                                                                             | 47 503                    | 1 778       | 37 665       | 79,3%               | -                        | -                        | 11      | 4 318                           | 99%     |
| [1] Waga głosów w tym okręgu wyborczym w porównaniu z wagą głosów w skali kraju. |                           |             |              |                     |                          |                          |         |                                 |         |
| Źródło: Urząd Statystyczny Islandii                                              |                           |             |              |                     |                          |                          |         |                                 |         |